# Jaralla Al-Marri
Jaralla Al-Marri (arab. جار الله المري, ur. 3 kwietnia 1988) – katarski piłkarz występujący na pozycji pomocnika w drużynie Al-Rajjan.

## Kariera piłkarska
Jaralla Al-Marri jest wychowankiem klubu Al-Rajjan z katarskiej ligi Qatar Stars League. W sezonie 2009/2010 występował w barwach innej drużyny z tego kraju – Al-Kharitiyath, jednak po roku wrócił do Al-Rajjan.
Jaralla Al-Marri w 2010 zadebiutował w reprezentacji Kataru. W 2011 został powołany do kadry na Puchar Azji rozgrywany właśnie w Katarze. Jego drużyna wyszła z grupy, zajmując 2. miejsce, jednak odpadła w ćwierćfinale z późniejszym mistrzem – Japonią.